# Antonio Sella
Antonio Nino Sella (Caresana, 14 d'octubre de 1909 - Vercelli, 20 d'agost de 1994) va ser un ciclista italià, que fou professional entre 1933 i 1936. En el seu palmarès destaquen dues etapes de la Volta a Catalunya de 1934.

## Palmarès
- 1932
  - 1r a la Coppa città di Cuorgnè
- 1934
  - 1r a la Milà-San Pellegrino
  - 1r a la Coppa Valle del Metauro
  - Vencedor de 2 etapes de la Volta a Catalunya

### Resultats al Giro d'Itàlia
- 1933. 14è de la classificació general
- 1934. 24è de la classificació general